# Louise Beatrice Stratten
Louise Beatrice Stratten, anche conosciuta come L.B. Stratten, pseudonimo di Louise Beatrice Hoogstraten (Vancouver, 8 maggio 1968), è un'attrice canadese.

## Biografia
Nata da genitori olandesi che si trasferirono nel 1957 a Vancouver, è sorella della famosa Playmate Dorothy Stratten, ex compagna del regista Peter Bogdanovich, che la stessa Louise Beatrice Stratten sposò in seguito alla morte della sorella, divorziando poi nel 2001. Le nozze suscitarono molti pettegolezzi e curiosità, in quanto la sorella Dorothy, uccisa otto anni prima dal marito geloso, era stata per l'appunto all'epoca l'amante dello stesso Bogdanovich. Ha recitato in Illegalmente tuo e Rumori fuori scena. Ha un fratello di nome John, nato nel 1961; risiede a Los Angeles, dove continua a lavorare nello show business.

## Filmografia

### Attrice
- Illegalmente tuo (Illegally Yours), regia di Peter Bogdanovich (1988)
- Rumori fuori scena (Noises Off...), regia di Peter Bogdanovich (1992)
- The Whispering, regia di Gregory Gieras (1995)
- Il prezzo del coraggio (The Price of Heaven), regia di Peter Bogdanovich (1997) - film TV
- Rescuers: Stories of Courage: Two Women, regia di Peter Bogdanovich (1997) - film TV
- Highball, regia di Noah Baumbach (1997)
- Naked City: A Killer Christmas, regia di Peter Bogdanovich (1998) - film TV
- A Saintly Switch, regia di Peter Bogdanovich (1999) - film TV
- Festival in Cannes, regia di Henry Jaglom (2001)
- Ninja Cheerleaders, regia di David Presley (2008)
- City Island, regia di Raymond De Felitta (2009)
- Irene in Time, regia di Henry Jaglom (2009)
- Django Unchained, regia di Quentin Tarantino (2012)

### Produttore
- Tutto può accadere a Broadway (She's Funny That Way), regia di Peter Bogdanovich (2014) - produttore esecutivo
- Rumori fuori scena (Noises Off...), regia di Peter Bogdanovich (1992) - produttore associato

### Sceneggiatura
- Tutto può accadere a Broadway (She's Funny That Way), regia di Peter Bogdanovich (2014)

### Costumista
- Illegalmente tuo (Illegally Yours), regia di Peter Bogdanovich (1988)